# Cobalt(II) arsenat
Cobalt(II) arsenat là một hợp chất vô cơ, một muối của cobalt và acid arsenic với công thức Co3(AsO4)2, không tan trong nước, tạo thành các tinh thể ngậm nước màu tím đỏ.

## Xuất hiện trong tự nhiên
Khoáng vật erythrit có trong tự nhiên (Co3(AsO4)2·8H2O) có lẫn tạp chất Ni, Fe, Zn, Mg, Ca.

## Tính chất vật lý
Cobalt(II) arsenat tạo thành các tinh thể thuộc hệ tinh thể đơn nghiêng, nhóm không gian P 21/c, các hằng số mạng tinh thể a = 0,583 nm, b = 0,9675 nm, c = 1,034 nm, β = 93,42°, Z = 4.
Nó không tan trong nước.
Nó hình thành octahydrat Co3(AsO4)2·8H2O – tinh thể đỏ tím thuộc hệ tinh thể đơn nghiêng, nhóm không gian I 2/m, các hằng số mạng tinh thể a = 1,0056 nm, b = 1,334 nm, c = 0,473 nm, β = 102°, Z = 2.

## Ứng dụng
Cobalt(II) arsenat được sử dụng cho:
- Bột màu vẽ trên thủy tinh và sứ.
- Một thành phần điện tích trong sản xuất thủy tinh màu.

## Hợp chất khác
Co3(AsO4)2 còn tạo một số hợp chất với NH3, như Co3(AsO4)2·NH3·7H2O, Co3(AsO4)2·2NH3·6H2O và Co3(AsO4)2·3NH3·5H2O đều là chất rắn màu đỏ.